# Герої Радянського Союзу, вихідці з України, нагороджені за участь у війні в Афганістані (1979-1989)
| ПІБ                              | Дата народження | Місце народження                         | військове звання  | Дата Указу ПВР СРСР про нагородження | Примітка |
| -------------------------------- | --------------- | ---------------------------------------- | ----------------- | ------------------------------------ | --- |
| Арсенов Валерій Вікторович       | 24.06.1966      | м. Донецьк, Донецька область             | рядовий           | 10.11.1986                           | Похований у м. Донецьк. Мама Ніна Григорівна проживає в Донецьку. |
| Богданов Олександр Петрович      | 05.01.1951      | с. Дозорне, Кримська область             | майор             | 21.06.1984                           | Похований у м. Сімферополь на кладовищі Абдал. |
| Гончаренко Владислав Федорович   | 15.01.1962      | м. Полтава, Полтавська область           | старший лейтенант | 28.09.1987                           | Проживає у м. Москва (РФ) |
| Горошко Ярослав Павлович         | 04.10.1957      | с. Борщівка, Тернопільська область       | капітан           | 05.05.1988                           | Трагічно загинув у 1994 році. Похований у селі Борщівка Лановецького р-ну Тернопільської області. Дружина Людмила Іванівна, два сина, батько Павло Кіндратович проживають у Києві. |
| Гринчак Валерій Іванович         | 21.06.1957      | с. Чемерпіль, Кіровоградська область     | капітан           | 18.02.1985                           | Проживає у м. Київ. |
| Капшук Віктор Дмитрович          | 15.07.1965      | с. Карапиші, Київська область            | старший сержант   | 06.11.1985                           | Проживає у м. Київ. |
| Кот Віктор Севастянович          | 08.11.1940      | сел. Олексієво-Орлівка, Донецька область | полковник         | 20.09.1982                           | Проживає у м. Москва (РФ) |
| Кучеренко Володимир Анатолійович | 05.04.1954      | с. Нижня Сироватка, Сумська область      | капітан           | 26.05.1986                           | Мешкав у м. Нижній Новгород (РФ). Помер 08.09.2016. |
| Онищук Олег Петрович             | 12.08.1961      | с. Путринці, Хмельницька область         | старший лейтенант | 05.05.1988                           | Похований у м. Ізяслав Хмельницької обл. Дружина Галина Степанівна, дочки Світлана і Наталія проживають у м. Ізяслав.                                                              |
| Плосконос Ігор Миколайович       | 29.04.1959      | м. Павлоград, Дніпропетровська область   | старший лейтенант | 15.11.1983                           | Помер у 2013 році, похований у м. Київ. |
| Рубан Петро Васильович           | 11.06.1950      | с. Хильчичі, Сумська область             | підполковник      | 17.05.84                             | Похований у м. Запоріжжя. |
| Синицький Віктор Павлович        | 10.01.1967      | с. Верб'яж, Закарпатська область         | молодший сержант  | 05.05.1988                           | Проживає у м. Бердянськ. |
| Стовба Олександр Іванович        | 09.07.1957      | м. Дніпропетровськ                       | лейтенант         | 11.11.1990                           | Похований у м. Кам'янське Дніпропетровської області. |